# Adolf Bedřich Stýblo
Adolf Bedřich Stýblo (28. dubna 1848 Praha-Nové Město – 14. března 1907 tamtéž) byl pražský podnikatel, komunální politik a společenský organizátor. Převzal a vedl rodinné knihkupectví a nakladatelství, které založil jeho otec Bedřich Stýblo. Zasedal ve vedení městské spořitelny, od roku 1900 jako předseda ředitelstva. V letech 1885–1899 byl členem pražského sboru obecních starších. Aktivně se účastnil dobročinných a vlasteneckých podniků, zejména jako pokladník a mecenáš. Byl oceněn oficiálními řády i čestným členstvím několika spolků.

## Život

### Mládí, studium a činnost v rodinném nakladatelství
Narodil se 28. dubna 1848 v domě čp. 558-II (Karlovo náměstí 558/29, Praha 2) jako syn knihaře a budoucího známého knihkupce, tiskaře a nakladatele Bedřicha Stýbla (1817–1891). Absolvoval reálku v Panské ulici a Skřivanovo kupecké učiliště. V letech 1865–66 pobýval na praxi v Lipsku.
Později se zapojil do vedení rodinného podniku. Nejpozději roku 1885 je uváděn jako prokurista. V říjnu 1891, po smrti otce, byl potvrzen jako odpovědný zástupce a následujícího roku se po vypořádání dědictví oficiálně stal majitelem. Závod se pod jeho vedením úspěšně rozvíjel. Roku 1894, kdy podnik oslavil 50. výročí od založení, měl 23 tiskařských strojů a zaměstnával 50 pracovníků; téhož roku získal za publikované knihy zlatou medaili na výstavě v Hradci Králové a stříbrnou na výstavě v Příbrami. Roku 1894 nechal Stýblo také zbořit své domy čp. 788, 789 a 790 na Václavském náměstí a na jejich místě vystavěl jednu moderní budovu (roku 1930 byla nahrazena palácem U Stýblů). Nadále se soustředil především na náboženskou literaturu a knihy pro mládež. V roce 1896 vydal pamětní publikaci Jubilejní katalog nakladatelské firmy B. Stýblo na paměť padesátiletého trvání závodu 1844-1896, shrnující všechna vydaná díla a získaná ocenění.

### Veřejná činnost ve spolcích a dary
Od mládí se aktivně účastnil veřejného života, zejména ve vlasteneckých a dobročinných spolcích. Například roku 1868 předal společně s Gabrielem Žižkou zlaté hodinky s řetízkem známému opernímu pěvci Josefu Palečkovi a v lednu 1869 byl jednatelem plesu — velké národní besedy. V letech 1876 a 1877 byl zvolen do výboru Měšťanské besedy jako správce místností.
V pozdějších letech se angažoval ve spolcích především jako pokladník. V této funkci působil jak v již zmíněné Měšťanské besedě (od r. 1878), tak především od r. 1881 ve společnosti pro obnovu Národního divadla po požáru a v Ústřední matici školské. Roku 1881 přispěla Měšťanská beseda Národnímu divadlu na jeho návrh 500 zlatými. Funkce to byla namáhavá a časově náročná, Stýblo musel kromě běžného účtování velkého množství příjmů a výdajů také vytvářet seznamy dárců a předávat je k otištění do novin. Kvůli zaneprázdněnosti byl roku 1885 nucen se této činnosti vzdát. Jako pokladník či sběratel příspěvků působil také např. u městských granátníků (1880), při nákupu daru herečce Otilii Sklenářové-Malé k 25 letům na jevišti (1888), na pomoc obyvatelům Lublaně po zemětřesení (1895) na pomník Františka Palackého (1896) a v Pražské společnosti pro paroplavbu na Vltavě a Labi (1904).
Roku 1881 byl zvolen náměstkem starosty pěveckého sboru Hlahol a v roce 1888 byl uváděn jako jeden ze 73 výkonných členů Pražského dobrovolného ochranného sboru. Ve třiceti letech vstoupil do Sokola.
Vedle organizátorské činnosti sám poskytoval četné příspěvky a dary. Například roku 1898, u příležitosti svých 50. narozenin a 50. výročí nástupu císaře Františka Josefa, věnoval 200 zlatých do nadačního fondu Měšťanské besedy, 1000 korun městské radě na pomoc chudým a sousoší Pieta do kostela na Vyšehradě. Stal se protektorem (a později čestným členem) spolků vzájemně se podporujících knihařských a ozdobnických pomocníků, řemeslníků a živnostníků. Byl také „otcem chudých“ u Panny Marie Sněžné.

### Členem sboru obecních starších
Zapojil se také do pražské komunální politiky. V letech 1885–1899 zasedal ve sboru obecních starších za Nové Město, přičemž byl zvolen roku 1885, 1887, 1890, 1893 a 1896. Pracoval v několika komisích, např. finanční a školní. Zvláštních zásluh si získal ve vedení městské spořitelny (viz následující sekci).

### V ředitelství městské spořitelny
29. dubna 1899 byl zvolen za člena vedení Městské spořitelny pražské, 5. května 1896 místopředsedou a 16. června 1900 předsedou ředitelství. 14. června 1901 byl členem výboru, který v budově spořitelny přivítal císaře Františka Josefa I. Roku 1903 získal od zaměstnanců skvostný grafický list vytvořený malířem Láďou Novákem jako výraz díků za zvýšení příplatků (příbytečného). Pod jeho vedením byl roku 1906 založen hypoteční ústav a v březnu následujícího roku, jen několik dní před smrtí, začal podepisovat první zástavní listy. Spořitelna se tím zařadila mezi přední peněžní ústavy. Podporoval také zakládání poboček („sběren a plateben“).

### Závěr života a dědictví
Zemřel v noci na 14. března 1907 ve svém domě na respirační onemocnění (matrika uvádí jako příčinu smrti rozedmu plic). Pohřben byl na Olšanech.
V závěti věnoval 2000 korun pražským chudým, 24.000 korun nadacím sv. Bartoloměje, 5000 korun Bratrstvu řemeslníků a živnostníků a 1000 korun Jednotě pro dostavění chrámu sv. Víta.
Rodinný podnik po něm zdědil nejmladší bratr Václav Stýblo (1869–1942).

## Ocenění
Byl hodnocen jako muž širokého rozhledu, dokonalého odborného vzdělání a upřímný národovec. Každou funkci, kterou převzal, zastával s příkladnou svědomitostí. Přispěl k rozkvětu pražské spořitelny, Měšťanské besedy, Jednoty ku povzbuzení průmyslu a dalších spolků, v nichž se angažoval. Pomáhal také chudým spoluobčanům.
Za zásluhy mu byla udělena řada oficiálních vyznamenání i čestných uznání:
- rytíř řádu železné koruny III. třídy (1901)[54]
- Řád Františka Josefa
- Řád svatého Řehoře Velikého (1879)[55]
- medaile za 25letou činnost v záchranném sboru (1906)[56]
- stříbrná medaile hl. m. Prahy
- stříbrná medaile Jednoty ku povzbuzení průmyslu v Čechách
- čestný člen Měšťanské besedy
- čestný major a pokladník sboru granátníků
- čestný setník městské pěchoty
- čestný člen spolku vzájemně se podporujících pomocníků knihařských a ozdobnických v Praze
- čestný člen Bratrstva vzájemně se podporujících řemeslníků a živnostníků v Praze a okolí

## Rodina
12. srpna 1899 se v Týnském chrámu oženil se 49letou vdovou Kateřinou Klezandovou, roz. Wagnerovou, původem ze Stehelčevsi. Děti neměli.